# Lo zaino
Lo zaino è un singolo degli Stadio, pubblicato dalla EMI Italiana (catalogo 7243 8 86744 2) nel 1999.

## La canzone
Prodotto con il gruppo ed arrangiato da Celso Valli, si classifica quinto nella sezione Campioni al Festival di Sanremo 1999. Subito dopo viene inserito, come ulteriore inedito, nella ristampa del 1999 della raccolta Ballate fra il cielo e il mare del 1998.
La b-side è invece una versione club di Ti mando un bacio, brano originariamente pubblicato nell'album Dammi 5 minuti del 1997.

## Tracce
Gli autori del testo precedono i compositori della musica da cui sono separati con un trattino.
1. Lo zaino – 3:57 (testo: Vasco Rossi – musica: Gaetano Curreri)
2. Ti mando un bacio (versione club) (testo: Bettina Baldassari – musica: Bettina Baldassari, Gaetano Curreri)

## Formazione
- Gaetano Curreri - voce, tastiere
- Andrea Fornili - chitarre
- Roberto Drovandi - basso
- Giovanni Pezzoli - batteria

## Classifiche
| Classifica (1999) | Posizione |
| ----------------- | --------- |
| Italia            | 14        |